# 오 연꽃 속의 진주여
오 연꽃 속의 진주여(라틴어 제목: Om mani padme hum)는 대한민국의 작곡가 윤이상이 지은 독창, 합창, 관현악을 위한 교향곡이다. 해탈을 주제로 하는데, 소프라노와 바리톤이 각각 구도자의 물음과 부처를 나타내면서 둘의 화답을 표현한다.
1965년 1월 30일 하노버 국립오페라극장에서 프랜시스 트래비스의 지휘로 초연되어 관중들의 뜨거운 박수를 받았다.

## 같이 보기
- 옴 마니 파드메 훔